# Cyprichromis microlepidotus
Cyprichromis microlepidotus är en fiskart som först beskrevs av Poll, 1956.  Cyprichromis microlepidotus ingår i släktet Cyprichromis och familjen Cichlidae. IUCN kategoriserar arten globalt som otillräckligt studerad. Inga underarter finns listade i Catalogue of Life.